# Seznam velitelů Mezinárodní vesmírné stanice
Seznam obsahuje v chronologickém pořadí všechny kosmonauty a astronauty, kteří sloužili ve funkci velitele Mezinárodní vesmírné stanice (ISS).

## Velitel Mezinárodní vesmírné stanice
Odpovědnost velitele ISS je definována Kodexem chování ISS, který uvádí, že velitel ISS má určitou pravomoc nad provozem stanice, ale většinu rozhodnutí by měl nakonec přenechat letovému řediteli.
Odpovědností velitele ISS je:
- provádět operace v ISS nebo na ní podle pokynů ředitele letu a v souladu s letovými pravidly, plány a postupy,
- řídit činnost členů posádky ISS jako jednoho integrovaného týmu s cílem zajistit úspěšné dokončení mise,
- plně a přesně a včas informovat ředitele letu o konfiguraci vozidla ISS, jeho stavu, velení a dalších provozních činnostech na palubě, včetně situací, které nejsou v normě, nebo nouzových situací,
- prosazovat postupy pro fyzickou a informační bezpečnost provozních a provozních údajů,
- udržovat pořádek,
- zajišťovat bezpečnost, zdraví a pohodu posádky, včetně její záchrany a návratu,
- podnikat veškerá přiměřená opatření nezbytná k ochraně prvků, vybavení nebo užitečného zatížení ISS.

## Předání funkce velitele ISS
Předem určený člen posádky stanice přebírá velení od svého předchůdce v krátkém neformálním ceremoniálu, který se obvykle odehrává několik hodin před odletem dosavadního velitele ze stanice.
Velitel má u sebe po dobu výkonu funkce symbolický klíč od stanice, kterým je kopie kliky používané k otevírání poklopů vedoucích do ruského segmentu stanice. Převzetím symbolického klíče se nový velitel ujímá své funkce.

## Statistika
ISS měla za dobu své existence dosud celkem 59 velitelů, z nichž pouze 11 lidí tuto funkci vykonávalo opakovaně:
- Gennadij Padalka 4krát,
- Fjodor Jurčichin a Oleg Kononěnko 3krát,
- Scott Kelly, Oleg Kotov, Anton Škaplerov, Pavel Vinogradov, Peggy Whitsonová, Jeffrey Williams, Sunita Williamsová, Alexej Ovčinin a Sergej Ryžikov 2krát.

Ze 74 funkčních období velitele připadlo:
- Rusku 34,
- USA 31,
- Japonsku 3,
- Itáliii 2,
- Belgii, Dánsku, Francii, Kanadě a Německu po 1.

Nejdelší výkon funkce velitele – 350 dní – připadl mezi říjnem 2022 a zářím 2023 Sergeji Prokopjevovi. Nejkratší dobu ve funkci velitelky – 11 dní – si v dubnu 2021 připsala Shannon Walkerová.

## Seznam velitelů ISS
| #                | Převzetí funkce    | Velitel ISS               | Portrét | Probíhající expedice        | Znak | Pozn.                                                                                       |
| ---------------- | ------------------ | ------------------------- | ------- | --------------------------- | ---- | ------------------------------------------------------------------------------------------- |
| 1                | 2. listopadu 2000  | William Shepherd          |         | Expedice 1                  |      | První velitel ISS a současně první Američan v této funkci.                                  |
| 2                | 19. března 2001    | Jurij Usačov              |         | Expedice 2                  |      | První ruský velitel ISS.                                                                    |
| 3                | 18. srpna 2001     | Frank Culbertson          |         | Expedice 3                  |      | Jediný Američan na palubě ISS v okamžiku teroristických útoků na USA 11. září 2001.         |
| 4                | 13. prosince 2001  | Jurij Onufrijenko         |         | Expedice 4                  |      |                                                                                             |
| 5                | 10. června 2002    | Valerij Korzun            |         | Expedice 5                  |      |                                                                                             |
| 6                | 30. listopadu 2002 | Kenneth Bowersox          |         | Expedice 6                  |      |                                                                                             |
| 7                | 3. května 2003;    | Jurij Malenčenko          |         | Expedice 7                  |      | První člověk, který se ve vesmíru oženil.                                                   |
| 8                | 27. října 2003     | Michael Foale             |         | Expedice 8                  |      |                                                                                             |
| 9                | 26. dubna 2004     | Gennadij Padalka          |         | Expedice 9                  |      |                                                                                             |
| 10               | 22. října 2004     | Leroy Chiao               |         | Expedice 10                 |      | První asijsko-americký velitel ISS.                                                         |
| 11               | 24. dubna 2005     | Sergej Krikaljov          |         | Expedice 11                 |      |                                                                                             |
| 12               | 10. října 2005     | William McArthur          |         | Expedice 12                 |      |                                                                                             |
| 13               | 7. dubna 2006      | Pavel Vinogradov          |         | Expedice 13                 |      |                                                                                             |
| 14               | 27. září 2006      | Michael López-Alegría     |         | Expedice 14                 |      |                                                                                             |
| 15               | 17. dubna 2007     | Fjodor Jurčichin          |         | Expedice 15                 |      |                                                                                             |
| 16               | 19. října 2007     | Peggy Whitsonová          |         | Expedice 16                 |      | První žena velitelkou ISS.                                                                  |
| 17               | 17. dubna 2008     | Sergej Volkov             |         | Expedice 17                 |      | Nejmladší velitel ISS (35 let).                                                             |
| 18               | 22. října 2008     | Michael Fincke            |         | Expedice 18                 |      |                                                                                             |
| 19               | 2. dubna 2009      | Gennadij Padalka          |         | Expedice 19 / / Expedice 20 |      | Podruhé velitelem ISS, a to na celé dvě expedice (celkem 190 dní).                          |
| 20               | 9. října 2009      | Frank De Winne            |         | Expedice 21                 |      | První neamerický a neruský velitel ISS, první astronaut ESA a první Belgičan v této funkci. |
| 21               | 1. prosince 2009   | Jeffrey Williams          |         | Expedice 22                 |      |                                                                                             |
| 22               | 17. března 2010    | Oleg Kotov                |         | Expedice 23                 |      |                                                                                             |
| 23               | 2. června 2010     | Alexandr Skvorcov         |         | Expedice 24                 |      |                                                                                             |
| 24               | 22. září 2010      | Douglas Wheelock          |         | Expedice 25                 |      |                                                                                             |
| 25               | 24. listopadu 2010 | Scott Kelly               |         | Expedice 26                 |      |                                                                                             |
| 26               | 13. března 2011    | Dmitrij Kondraťjev        |         | Expedice 27                 |      |                                                                                             |
| 27               | 22. května 2011    | Andrej Borisenko          |         | Expedice 28                 |      |                                                                                             |
| 28               | 14. září 2011      | Mike Fossum               |         | Expedice 29                 |      |                                                                                             |
| 29               | 20. listopadu 2011 | Daniel Burbank            |         | Expedice 30                 |      |                                                                                             |
| 30               | 25. dubna 2012     | Oleg Kononěnko            |         | Expedice 31                 |      |                                                                                             |
| 31               | 29. června 2012    | Gennadij Padalka          |         | Expedice 32                 |      | Potřetí velitelem ISS:                                                                      |
| 32               | 15. září 2012      | Sunita Williamsová        |         | Expedice 33                 |      |                                                                                             |
| 33               | 17. listopadu 2012 | Kevin Ford                |         | Expedice 34                 |      |                                                                                             |
| 34               | 13. března 2013    | Chris Hadfield            |         | Expedice 35                 |      | První Kanaďan velitelem ISS.                                                                |
| 35               | 13. května 2013    | Pavel Vinogradov          |         | Expedice 36                 |      | Podruhé velitelem ISS.                                                                      |
| 36               | 9. září 2013       | Fjodor Jurčichin          |         | Expedice 37                 |      | Podruhé velitelem ISS.                                                                      |
| 37               | 10. listopadu 2013 | Oleg Kotov                |         | Expedice 38                 |      | Podruhé velitelem ISS.                                                                      |
| 38               | 9. března 2014     | Kóiči Wakata              |         | Expedice 39                 |      | První japonský velitel ISS.                                                                 |
| 39               | 12. května 2014    | Steven Swanson            |         | Expedice 40                 |      |                                                                                             |
| 40               | 9. září 2014       | Maxim Surajev             |         | Expedice 41                 |      |                                                                                             |
| 41               | 10. listopadu 2014 | Barry Wilmore             |         | Expedice 42                 |      |                                                                                             |
| 42               | 10. března 2015    | Terry Virts               |         | Expedice 43                 |      |                                                                                             |
| 43               | 10. června 2015    | Gennadij Padalka          |         | Expedice 44                 |      | Počtvrté velitelem ISS. Letem vytvořil rekord v celkové době strávené ve vesmíru (878 dní). |
| 44               | 5. září 2015       | Scott Kelly               |         | Expedice 45 / / Expedice 46 |      | Podruhé velitelem ISS, a to během dvou expedic (celkem 177 dní)                             |
| 45               | 29. února 2016     | Timothy Kopra             |         | Expedice 47                 |      |                                                                                             |
| 46               | 17. června 2016    | Jeffrey Williams          |         | Expedice 48                 |      | Podruhé velitelem ISS.                                                                      |
| 47               | 5. září 2016       | Anatolij Ivanišin         |         | Expedice 49                 |      |                                                                                             |
| 48               | 28. října 2016     | Robert Kimbrough          |         | Expedice 50                 |      |                                                                                             |
| 49               | 9. dubna 2017      | Peggy Whitsonová          |         | Expedice 51                 |      | Podruhé velitelem ISS.                                                                      |
| 50               | 1. června 2017     | Fjodor Jurčichin          |         | Expedice 52                 |      | Potřetí velitelem ISS.                                                                      |
| 51               | 1. září 2017       | Randolph Bresnik          |         | Expedice 53                 |      |                                                                                             |
| 52               | 13. prosince 2017  | Alexandr Misurkin         |         | Expedice 54                 |      |                                                                                             |
| 53               | 26. února 2018     | Anton Škaplerov           |         | Expedice 55                 |      |                                                                                             |
| 54               | 1. června 2018     | Andrew Feustel            |         | Expedice 56                 |      |                                                                                             |
| 55               | 4. října 2018      | Alexander Gerst           |         | Expedice 57                 |      | První německý a současně druhý nejmladší velitel ISS (42 let).                              |
| 56               | 18. prosince 2018  | Oleg Kononěnko            |         | Expedice 58 / / Expedice 59 |      | Podruhé velitelem ISS, a to na dvě expedice (celkem 188) dní.                               |
| 57               | 24. června 2019    | Alexej Ovčinin            |         | Expedice 60                 |      |                                                                                             |
| 58               | 2. října 2019      | Luca Parmitano            |         | Expedice 61                 |      | První italský velitel ISS.                                                                  |
| 59               | 6. února 2020      | Oleg Skripočka            |         | Expedice 62                 |      |                                                                                             |
| 60               | 15. dubna 2020     | Christopher Cassidy       |         | Expedice 63                 |      |                                                                                             |
| 61               | 21. října 2020     | Sergej Ryžikov            |         | Expedice 64                 |      |                                                                                             |
| 62               | 15. dubna 2021     | Shannon Walkerová         |         | Expedice 65                 |      | Nejkratší doba ve funkci velitele nebo velitelky ISS (11 dní).                              |
| 63               | 27. dubna 2021     | Akihiko Hošide            |         | Expedice 65                 |      | Druhý japonský velitel ISS.                                                                 |
| 64               | 4. října 2021      | Thomas Pesquet            |         | Expedice 65 / / Expedice 66 |      | První Francouz velitelem ISS.                                                               |
| 65               | 6. listopadu 2021  | Anton Škaplerov           |         | Expedice 66                 |      | Podruhé velitelem ISS.                                                                      |
| 66               | 29. března 2022    | Thomas Marshburn          |         | Expedice 67                 |      |                                                                                             |
| 67               | 4. května 2022     | Oleg Artěmjev             |         | Expedice 67                 |      |                                                                                             |
| 68               | 28. září 2022      | Samantha Cristoforettiová |         | Expedice 68                 |      | První Evropanka velitelkou ISS.                                                             |
| 69               | 12. října 2022     | Sergej Prokopjev          |         | Expedice 68 / / Expedice 69 |      | Velitelem po celé 2 expedice (celkem 350 dní)                                               |
| 70               | 26. září 2023      | Andreas Mogensen          |         | Expedice 70                 |      | První dánský velitel ISS.                                                                   |
| 71               | 10. března 2024    | Oleg Kononěnko            |         | Expedice 71                 |      | Potřetí velitelem ISS.                                                                      |
| 72               | 22. září 2024      | Sunita Williamsová        |         | Expedice 72                 |      | Podruhé velitelkou ISS.                                                                     |
| 73               | 7. března 2025     | Alexej Ovčinin            |         | Expedice 72                 |      | Podruhé velitelem ISS                                                                       |
| 74               | 18. dubna 2025     | Takuja Óniši              |         | Expedice 73                 |      | Třetí japonský velitel ISS                                                                  |
| 75               | 5. srpna 2025      | Sergej Ryžikov            |         | Expedice 73                 |      | Podruhé velitelem ISS                                                                       |
| Budoucí velitelé |                    |                           |         |                             |      |                                                                                             |